# Salibandy
Salibandy eller Salibandy-lehti var en finländsk facktidning om innebandy som utgavs av Finlands innebandyförbund åren 1989–2013. Tidningen lades ner 2013 med hänvisning till att den spelat ut sin roll som informationsbärare till förmån för digitala medier.